# 590
| 590                |
| ------------------ |
| Dødsfald - Fødsler |
|                    |

| Gregoriansk kalender | 590 DXC                 |
| Ab urbe condita      | 1343                    |
| Armensk kalender     | 39 ԹՎ ԼԹ                |
| Kinesiske kalender   | 3286 – 3287 己酉 – 庚戌 |
| Etiopisk kalender    | 582 – 583               |
| Jødisk kalender      | 4350 – 4351             |
| Hindukalendere       |                         |
| - Vikram Samvat      | 645 – 646               |
| - Shaka Samvat       | 512 – 513               |
| - Kali Yuga          | 3691 – 3692             |
| Iransk kalender      | 32 BP – 31 BP           |
| Islamisk kalender    | 33 BH – 32 BH           |

Se også 590 (tal)

## Dødsfald
- 7. februar - Pave Pelagius 2. (født ca. 520)
- 5. september - Authari, langobardisk konge (født ca. 540)